# Edwin Catmull
Edwin Earl Catmull, född 31 mars 1945, i Parkersburg i West Virginia i USA, är en amerikansk datorforskare och tidigare direktör för Pixar och Walt Disney Animation Studios. Han har vunnit priser för sina bidrag till 3D-datorgrafik.

## Biografi
Catmull flyttade med sin familj senare till Salt Lake City i Utah, där hans far först hade tjänst som rektor vid Granite High School och sedan i Taylorsville High School. Tidigt i livet hittade han inspiration i Disney-filmer, såsom Peter Pan och Pinocchio, och drömde om att bli filmanimatör. Han gjorde också animeringar med hjälp av blädderböcker. 
Catmull tog 1969 med en kandidatexamen (BS) i fysik och datavetenskap från University of Utah. Ursprungligen intresserad av att utforma programmeringsspråk fick Catmull kontakt med Ivan Sutherland, som hade skapat datorteckningsprogrammet Sketchpad och flyttade då sitt intresse till digital bildbehandling. Som student hos Sutherland blev han en del av universitetets ARPA-program tillsammans med James H. Clark, John Warnock och Alan Kay.
Med denna utgångspunkt blev hans huvudmål och ambition att göra digital realistisk film. Under sin tid på universitetet gjorde han två nya grundläggande upptäckter av datorgrafik: texturkartläggning och bikubiska lappar; och uppfann algoritmer för rumsliga anti-aliasing och förfining av underavdelningar. Han upptäckte också oberoende Z-buffring, som 8 månader tidigare beskrivits av Wolfgang Straßer i dennes doktorsavhandling.
År 1972 gav Catmull sitt första bidrag till filmindustrin: en animerad version av hans vänstra hand som så småningom plockades upp av en Hollywood-producent och införlivades i filmen Futureworld  1976, den första filmen som använde 3D-dator grafik och en science-fiction uppföljare till filmen Westworld från 1973, som var den första som använde en pixelerad bild genererad av en dator. Sekvensen på en minut skapades med Fred Parke vid University of Utah. Med titeln En datoranimerad hand valdes kortfilmen till att ingå i National Film Registry of the Library of Congress i december 2011.

## Karriär
År 1974 tog Catmull sin doktorsexamen i datavetenskap, anställdes av ett företag som heter Applicon, och kontaktades i november samma år av grundaren av New York Institute of Technology, Alexander Schure, som erbjöd honom anställning som chef för det nya Computer Graphics Lab på NYIT. I den positionen uppfann han 1977 Tween, mjukvara för 2D-animering som automatiskt producerade rörelseramar mellan två ramar.
Men Catmulls team saknade förmågan att berätta en historia effektivt via film, vilket försvårade ansträngningen att producera film med hjälp av dator. Catmull och hans partner Alvy Ray Smith försökte nå ut till studior för att kunna lösa problemet, men var i allmänhet utan framgång tills de lyckades väcka intresse hos George Lucas vid Lucasfilm. 
Lucas kontaktade Catmull 1979 och bad honom att leda en grupp för användning av datorgrafik, videoredigering och digitalt ljud för underhållningsändamål. Lucas hade redan ett avtal med ett datorföretag som heter Triple-I och bad dem skapa en digital modell av en X-wing-fighter från Star Wars, vilket de gjorde. År 1979 blev Catmull vice VD för Industrial Light & Magic datorgrafikavdelning vid Lucasfilm.
År 1986 köpte Steve Jobs Lucasfilms digitala division och grundade Pixar, där Catmull kom att arbeta. Pixar förvärvades senare av Disney 2006. I juni 2007 fick Catmull och Pixars digitala animatör och regissör, John Lasseter, ta över ledningen Disneytoon Studios, en division av Disney Animation, inrymd i en separat anläggning i Glendale. I november 2014 befordrades båda cheferna för Disney Animation och Pixar till VD, men båda fortsatte att rapportera till Catmull, som behöll titeln som VD för Walt Disney och Pixar. Den 23 oktober 2018 tillkännagav Catmull sina planer på att gå i pension från Pixar och Disney Animation och fortsätta som rådgivare till och med juli 2019.

## Priser och utmärkelser
År 1993 fick Catmull sitt första Academy Scientific and Technical Award från Academy of Motion Picture Arts and Sciences "för utvecklingen av programvara för PhotoRealistic RenderMan som producerar bilder för användning i rörliga bilder i datoriserade 3D-beskrivningar av form och utseende". Han delade utmärkelsen med Tom Porter. 
År 1995 blev han stipendiat till Association for Computing Machinery. Återigen fick han en akademisk forsknings- och teknisk utmärkelsen 1996 "för banbrytande uppfinningar i Digital Image Compositing". År 2001 fick han en Oscar "för betydande framsteg inom rörelsefältets återgivningsfält, såsom exemplifieras i Pixars RenderMan" och 2006 tilldelades han IEEE John von Neumann-medaljen för banbrytande bidrag till datorgrafik inom modellering, animering och rendering. Vid 81:e Academy Awards (2008, som presenterades i februari 2009), tilldelades Catmull Gordon E. Sawyer Award, som hedrar "en person i filmbranschen vars tekniska bidrag har gett branschen kredit".
År 2013 utnämnde Datorhistoriska museet honom till museumsmedlem "för hans banbrytande arbete inom datorgrafik, animering och filmskapande". Hans bok Creativity, Inc. kortlistades till Financial Times och Goldman Sachs Business Book of the Year Award (2014), och var ett urval för Mark Zuckerbergs bokklubb i mars 2015.'
Catmull delade Turingpriset 2019 med Pat Hanrahan för deras banbrytande arbete med datorgenererade bilder.